# Carlo Borromeo
Carlo Borromeo (Arona, 2 ottobre 1538 – Milano, 3 novembre 1584) è stato un cardinale e arcivescovo cattolico italiano. È stato proclamato santo da papa Paolo V nel 1610, a soli 26 anni dalla morte, ed è considerato tra i massimi riformatori della Chiesa cattolica nel XVI secolo, anima e guida della Controriforma cristiana cattolica, nonché persecutore di protestanti evangelici. Tra le maggiori riforme da lui proposte e accettate dal Concilio di Trento, vi fu l'istituzione dei seminari per la formazione e l'educazione dei presbiteri.
"In un secolo in cui l'altezza media degli uomini non superava il metro e sessantacinque, Carlo Borromeo era alto più di un metro e ottanta"; così lo descrive Federico Rossi di Marignano: non solo era molto alto, ma era anche di corporatura robusta. San Carlo osservava la raccomandazione di Ambrogio e di Agostino di digiunare e destinare ai bisognosi il denaro risparmiato. Negli ultimi anni di vita, secondo l'uso ecclesiastico antico, consumava un solo pasto al giorno, dopo il vespro. Si dice però che, pur tralasciando cibi costosi e preferendo il semplice pane, l'assumesse «in assai quantità».
Carlo Borromeo portò sempre la barba, anche se la vasta iconografia seicentesca lo raffigura spesso glabro; cominciò infatti a radersi solo nel 1576, al tempo della prima grande peste, e mantenne il volto rasato in segno di penitenza durante gli ultimi otto anni di vita. Nipote di papa Pio IV (la madre Margherita Medici di Marignano era sorella di Pio IV, al secolo Giovanni Angelo Medici di Marignano), fu da lui nominato cardinale e segretario privato quando aveva poco più di vent'anni. In tale veste il giovane Carlo partecipò ai lavori del Concilio di Trento, divenendone protagonista proprio nel periodo conclusivo.
Dopo la morte dello zio, nel 1566 Carlo Borromeo si trasferì da Roma a Milano, attuando nella diocesi ambrosiana i dettami tridentini e vivendo in ascetica povertà. Dedicò la sua azione pastorale alla cura delle anime e alla moralizzazione dei costumi, promuovendo oltre al culto «interiore» anche il culto «esteriore» – riti liturgici, preghiere collettive, processioni – ravvivando in tal modo la fede, l'identità e la coesione sociale soprattutto dei ceti più popolari. Riformò la diocesi, nella quale la disciplina ecclesiastica era «del tutto persa», perché da quasi un secolo gli arcivescovi titolari, risiedendo altrove, l'avevano abbandonata a sé stessa limitandosi a goderne le rendite.
Carlo affrontò «contrasti tanto grandi [...] et da persone tanto potenti che havriano impaurito ogni grand'animo». Nell'attuare i decreti tridentini il Borromeo si espose infatti alla reazione di coloro che vedevano lesi i propri privilegi: fu contrastato dai governatori spagnoli e dal Senato milanese, minacciato con i bastoni dai frati minori osservanti, aggredito con le spade dai canonici di Santa Maria della Scala, minacciato dalle monache di Sant'Agostino, vilipeso da quelle di Lecco e colpito con una archibugiata alla schiena da un sicario dell'ordine degli Umiliati.

## Biografia

### I primi anni

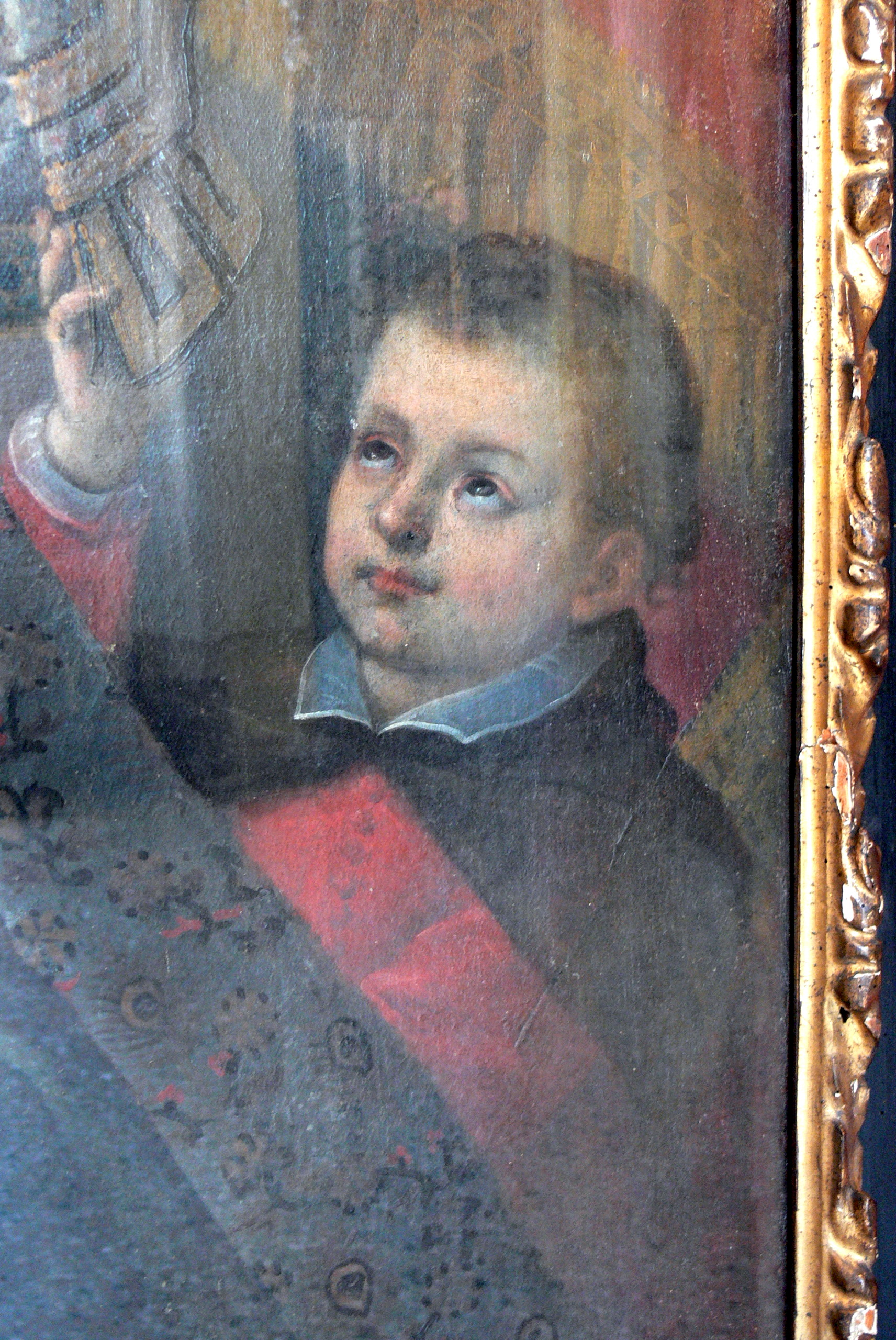
Particolare del ritratto del giovane Carlo Borromeo con la madre Margherita Medici di Marignano, Palazzo Borromeo, Isola Bella

Figlio di Giberto II Borromeo, conte di Arona, e di Margherita Medici di Marignano (1510-1547), sorella di Pio IV, Carlo Borromeo era il giovane rampollo della nobile e potente famiglia lombarda dei Borromeo. Nacque il 2 ottobre 1538, di mercoledì, tra le 8 e le 9 di mattina, nella Rocca di Arona, nella stanza detta all'epoca "dei Tre Laghi" e oggi detta "di San Carlo" in suo onore, anche se alcuni credono che sia nato a Induno Olona, nel castello di Frascarolo, in provincia di Varese. Venne battezzato poco dopo nella chiesa parrocchiale di Arona. Da giovane suonava liuto e violoncello, amava il fasto, la caccia, le feste e gli scacchi, ma la morte improvvisa del fratello primogenito lo indusse a cambiare vita e diventare sacerdote, conducendo una vita morigerata per il resto dei suoi giorni. Studiò a Milano materie umanistiche sotto la guida di frate Giacomo Merula e poi diritto canonico e civile all'Università degli Studi di Pavia sotto la guida del futuro cardinale Francesco Alciati; lì si laureò in utroque iure il 6 dicembre 1559 e nel 1564 vi creò una struttura residenziale per studenti universitari di scarse condizioni economiche ma con elevati livelli di preparazione e attitudine allo studio; l'istituto prese da lui il nome di Almo Collegio Borromeo, oggi fra i collegi più antichi d'Italia, il secondo più antico a Pavia (secondo solo al Collegio Castiglioni Brugnatelli), nonché uno dei più prestigiosi collegi storici pavesi.
A Milano ricevette l'abito clericale (pur senza essere ancora ordinato sacerdote) e la tonsura per mano del vescovo di Lodi, Giovanni Simonetta, il 13 ottobre 1547. All'età di circa dodici anni, per rinuncia di suo zio Giulio Cesare Borromeo, ottenne in affidamento l'abbazia di San Leonardo di Siponto nella provincia di Manfredonia, con l'ufficio e la dignità di abate commendatario, il reddito della quale fu da lui devoluto interamente per la carità verso i poveri. Divenne nel contempo anche commendatario delle abbazie dei Santi Felino e Graziano ad Arona (20 novembre 1547), di San Silano di Romagnano (10 maggio 1558) e priore commendatario di Santa Maria di Calvenzano (8 dicembre 1558).
Nel 1558 morì suo padre. Pur avendo un fratello maggiore, il conte Federico Borromeo, a Carlo fu richiesto dai parenti di prendere il controllo degli impegnativi affari di famiglia.

### A Roma presso la corte dello zio Pio IV e il cardinalato

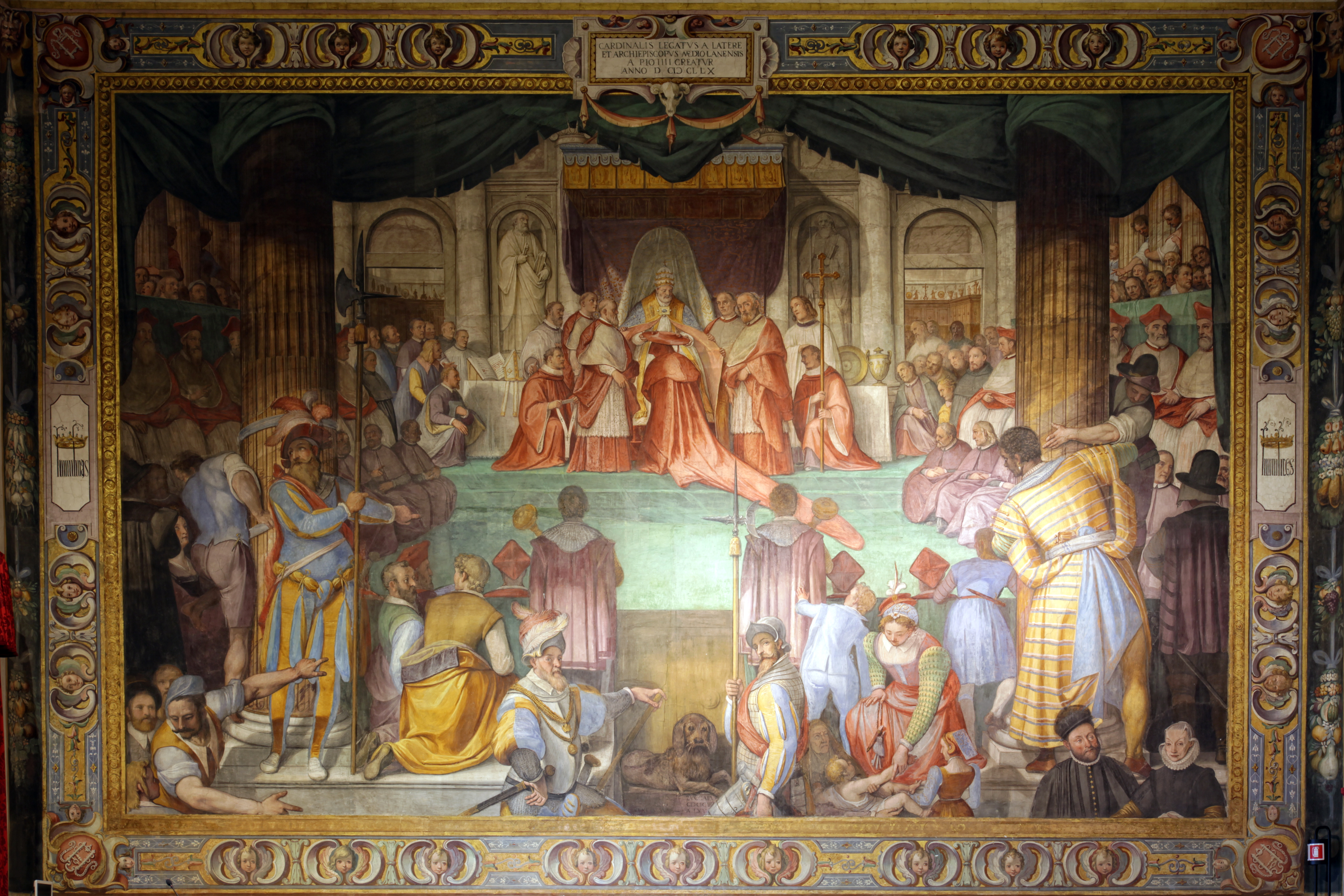
Federico Zuccari, San Carlo Borromeo consacrato cardinale, Pavia, Almo Collegio Borromeo

Il 25 dicembre 1559 lo zio materno, Gian Angelo Medici di Marignano, venne eletto papa con il nome di Pio IV e chiamò a Roma i suoi nipoti Federico e Carlo Borromeo per renderli suoi stretti collaboratori nell'amministrazione degli affari della Chiesa. Il 13 gennaio 1560 Carlo venne nominato protonotario apostolico partecipante e referendario della corte papale. Il 22 gennaio successivo venne ammesso quale membro della consulta per l'amministrazione dello Stato Pontificio entrando così nel pieno della gestione statale e "laica" dei possedimenti del papa. Dal 27 gennaio di quello stesso anno divenne anche abate commendatario di Nonantola, San Gallo di Moggio, Follina, Santo Stefano del Corno, una in Portogallo e una nelle Fiandre.
Nel concistoro del 31 gennaio 1560, venne subito creato dallo zio cardinale diacono e ricevette la berretta e il titolo dei Santi Vito e Modesto il 14 febbraio successivo. Venne nominato amministratore dell'arcidiocesi di Milano dal 7 febbraio di quello stesso anno e quindi legato pontificio a Bologna e in Romagna per due anni dal 26 aprile 1560. Il 4 settembre del 1560 optò per il titolo cardinalizio di San Martino ai Monti.
Orientato ormai definitivamente alla carriera ecclesiastica per convenienza e orientamento personale, iniziò il proprio percorso presbiterale ricevendo il suddiaconato e il diaconato il 21 dicembre 1560 direttamente dal pontefice e poco dopo venne nominato Segretario di Stato, una delle massime cariche nell'amministrazione dello Stato della Chiesa. Dal 1º giugno 1561 venne nominato governatore di Civita Castellana e di Ancona, nonché proclamato cittadino onorario di Roma. Nel 1562 fondò l'Accademia Vaticana, di ispirazione arcadica, e dal 1º dicembre di quello stesso anno divenne governatore di Spoleto e membro del Sant'Uffizio.
Nel 1562 il fratello Federico morì improvvisamente e quindi a Carlo fu consigliato di lasciare l'ufficio ecclesiastico, di sposarsi e avere dei figli, per non estinguere la dinastia familiare, ma Carlo preferì proseguire la propria missione ecclesiastica e il 4 settembre 1563 venne ordinato sacerdote per mano del cardinale Federico Cesi nella basilica romana di Santa Maria Maggiore. Ereditò comunque il titolo di principe di Orta, che spettava alla sua famiglia.

### L'ordinazione episcopale e i lavori per il Concilio di Trento

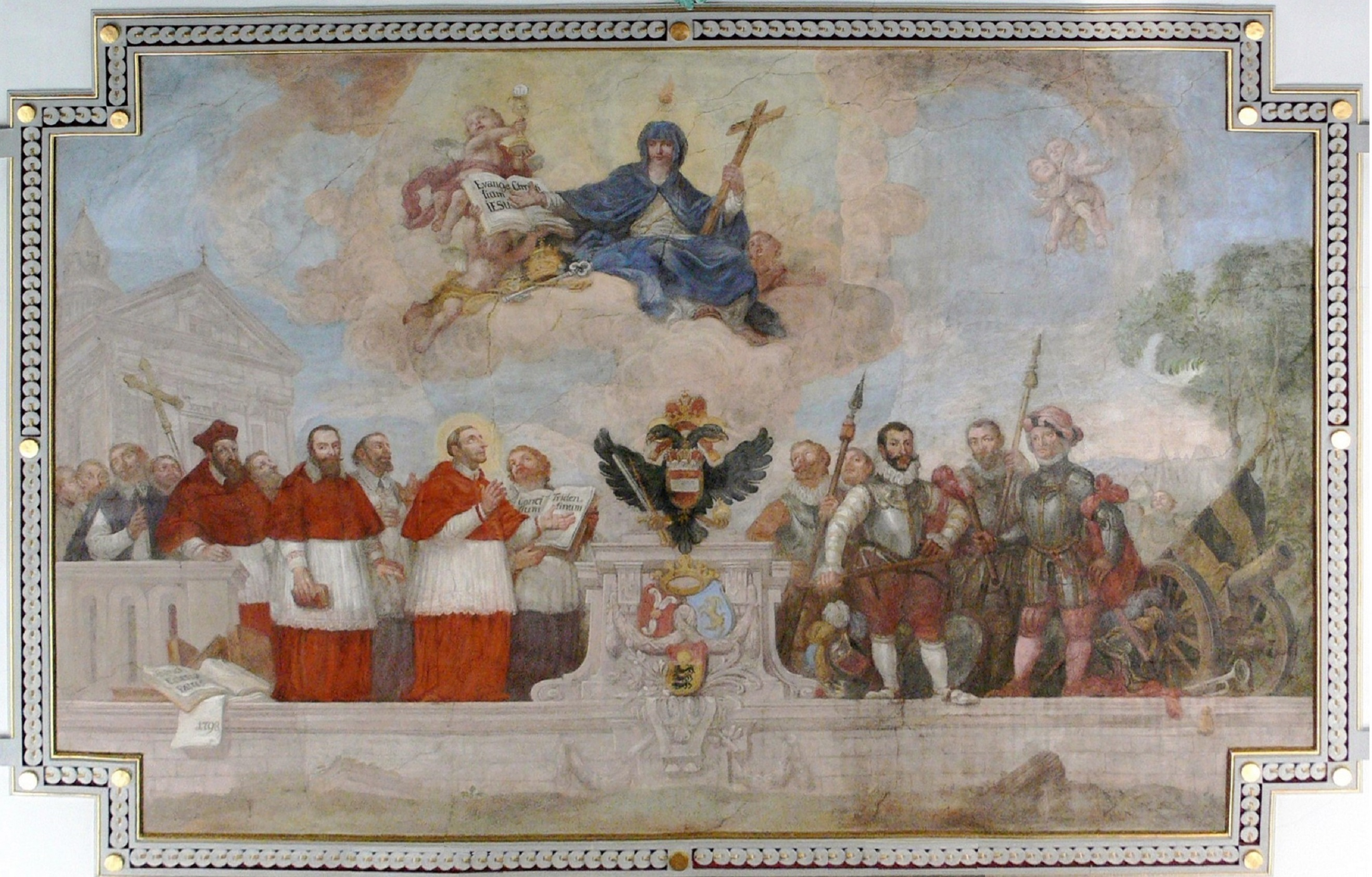
Allegoria del Concilio di Trento: il cardinale di fianco all'altare centrale è Carlo Borromeo, affiancato dal cugino Marcus Sittikus von Hohenems, arcivescovo di Salisburgo, e dal cugino cardinale Marco Sittico Altemps

Carlo Borromeo sfruttò la propria influenza come segretario di Stato pontificio per riaprire il Concilio di Trento al quale prese parte direttamente nelle sessioni del 1562-1563, i cui decreti finali vennero confermati dal pontefice nel concistoro del 26 gennaio 1564. Durante queste ultime delicate fasi, il Borromeo intervenne direttamente perorando la causa cattolica nella visione della Messa come vero e proprio sacrificio di Cristo rinnovato in ogni celebrazione, e contrastando la visione protestante secondo la quale l'eucaristia sarebbe un memoriale dell'ultima cena.
Sempre su impulso di Carlo Borromeo vennero approvati i decreti relativi agli ordini sacri e all'istituzione dei seminari, giungendo a toccare temi importanti e molto sentiti all'epoca come il valore del matrimonio e il celibato sacerdotale, pratica a cui il cardinale diede largo spazio personale.

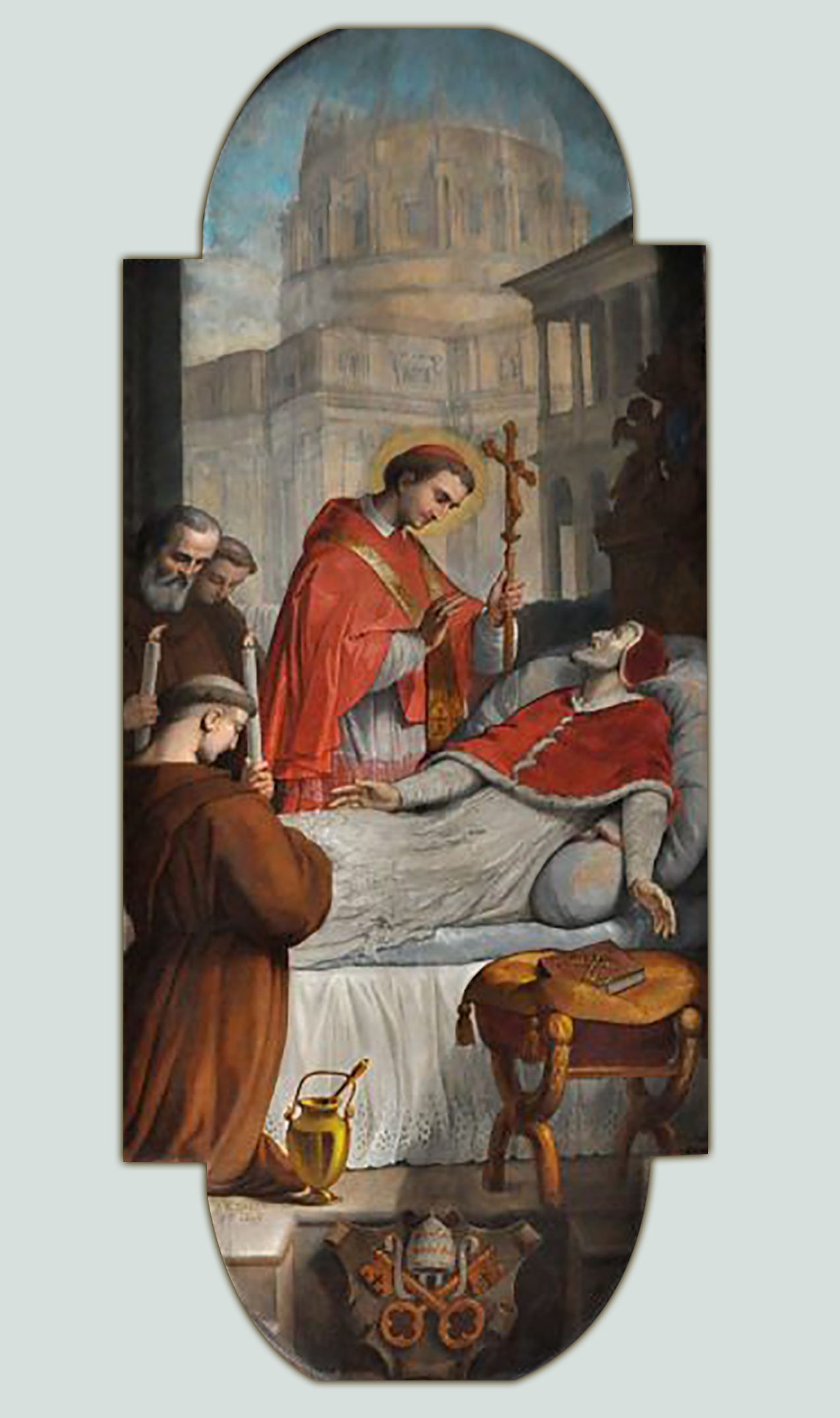
Carlo Borromeo assiste lo zio Pio IV sul letto di morte

Intanto, il 7 dicembre 1563 era stato consacrato vescovo nella Cappella Sistina per mano del cardinale Giovanni Antonio Serbelloni, assistito da Tolomeo Gallio, arcivescovo di Manfredonia, e da Felice Tiranni. Poco dopo divenne presidente della commissione di teologi incaricati dal Papa sul finire dell'anno di elaborare il Catechismus Romanus assieme a grandi personaggi della controriforma come San Pietro Canisio, San Turibio da Mogrovejo e San Roberto Bellarmino; lavorò nel contempo per la revisione del messale e del breviario nonché della musica da utilizzarsi durante la messa, supportando in quest'ultima ottica la carriera del milanese Orfeo Vecchi.
Preconizzato arcivescovo di Milano il 12 maggio 1564 (dove già svolgeva la funzione di amministratore apostolico per conto dello zio), incontrò in questa nomina l'opposizione di Ippolito II d'Este che già aveva svolto nella diocesi la carica di amministratore e che sembrava il candidato favorito a succedere come arcivescovo effettivo dopo la salita al soglio pontificio di Pio IV. Da arcivescovo si premurò di far scarcerare da Venezia Alessandro Valignano, abate e nobile teatino amico del defunto papa Paolo IV e che diventerà visitatore gesuita plenipotenziario in Asia per decenni.
Il Borromeo, a ogni modo, venne poco dopo nominato governatore di Terracina (3 giugno) e arciprete della basilica romana di Santa Maria Maggiore (ottobre 1564). Optò quindi per il titolo presbiterale di Santa Prassede (17 novembre 1564) e gli venne garantito dal pontefice il titolo di conte palatino. Prefetto della Sacra Congregazione per il Concilio di Trento, mantenne la carica dal 1564 al settembre del 1565 quando venne nominato legato a Bologna nonché vicario generale spirituale per tutta l'Italia (17 agosto 1565). Penitenziere maggiore dal 7 novembre del 1565, rimase in questa carica sino al 12 dicembre 1572.
Pur con la morte dello zio pontefice nel 1565, rimase uno dei principali personaggi influenti nella chiesa: prese parte al conclave del 1565-1566 che elesse Pio V; lasciò il conclave poco dopo l'elezione del Papa a causa di un malessere, ma chiese al nuovo pontefice di prendere il nome pontificale di Pio.

### L'opera riformatrice come arcivescovo di Milano

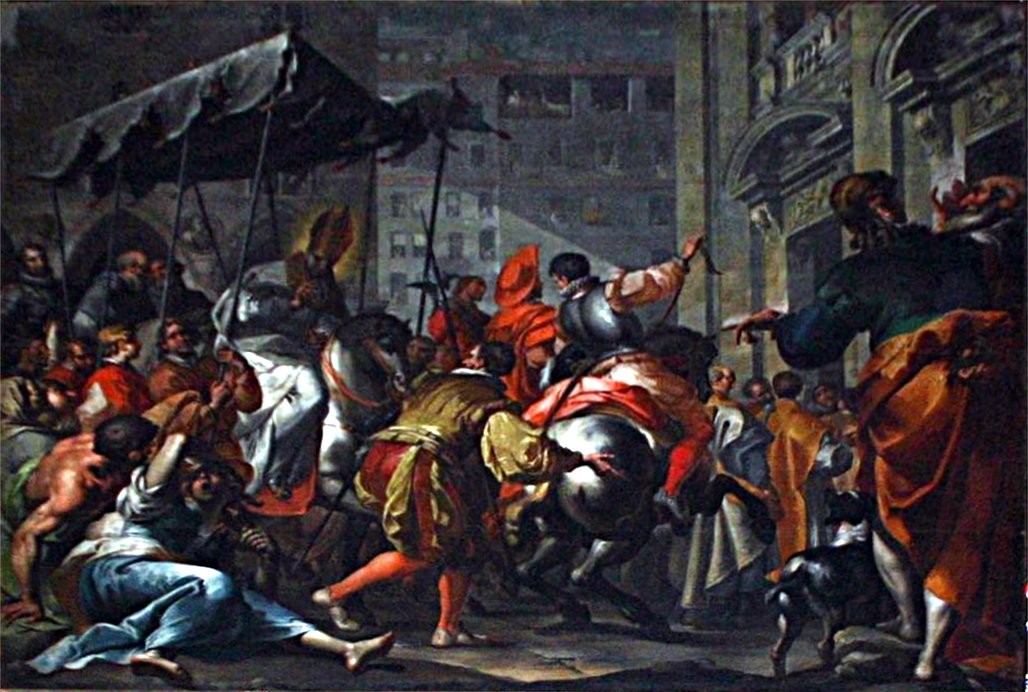
Il trionfale ingresso dell'arcivescovo Carlo Borromeo a Milano, dipinto di Filippo Abbiati

Nel 1560 Pio IV aveva assegnato a Federico Borromeo (fratello di Carlo e marito di Virginia della Rovere figlia del Duca di Urbino e possibile erede del ducato di Camerino, da non confondere con suo cugino) il marchesato, poi elevato a principato, di Oria (nell'antica Terra d'Otranto, ora in provincia di Brindisi) che passò nel 1563 a Carlo (dopo la morte del fratello senza eredi). Questi nell'estate del 1569 lo vendette al Re di Napoli per 40.000 ducati e coi proventi aiutò le persone meno abbienti di Milano durante la terribile carestia del 1569. Dopo la morte dello zio papa, nel 1566, lasciata la corte pontificia, prese possesso dell'arcidiocesi di Milano, nella quale da circa ottant'anni mancava un arcivescovo residente e nella quale si era radicata una situazione di pesante degrado. Fu questa l'occasione per Carlo di sperimentare le nuove norme del concilio di Trento e Milano si presentava ai suoi occhi un ottimo esempio per l'Italia e il mondo intero: in breve tempo ristabilì la disciplina nel clero, negli ordini religiosi maschili e femminili, dedicandosi al rafforzamento della moralità dei sacerdoti e alla loro preparazione religiosa fondando, secondo le direttive del Concilio tridentino, i primi seminari: il seminario maggiore di Milano, il seminario elvetico e altri seminari minori. Per la sua opera riformatrice si servì anche dell'opera degli ordini religiosi (gesuiti, teatini, barnabiti), fondando la congregazione degli Oblati di Sant'Ambrogio (1578).
Negli anni del suo episcopato, dal 1566 al 1584, si dedicò alla diocesi milanese costruendo, rinnovando e promuovendo chiese (tra le più rilevanti i santuari di dell'Addolorata a Rho, della Beata Vergine dei Miracoli di Corbetta, del Sacro Monte di Varese, oltre a San Fedele a Milano e alla chiesa della Purificazione di Maria Vergine in Traffiume); si impegnò nelle visite pastorali; curò la stesura di norme importanti per il rinnovamento dei costumi ecclesiastici, pubblicando le Instructiones fabricae et supellectilis ecclesiasticae. Instancabile visitatore, la sua azione pastorale fu minuziosa e si apprestò a visitare anche i borghi più remoti della sua arcidiocesi, allargandosi anche all'istruzione del laicato con la fondazione di scuole e collegi (quello di Brera, affidato ai gesuiti, o il Borromeo di Pavia). Tra i suoi grandi meriti vi fu quello di obbligare i parroci delle parrocchie del milanese a tenere dei registri aggiornati e precisi circa i battesimi, i matrimoni e le morti dei fedeli, uno dei primissimi passi al mondo nel tentativo di stabilire i diretti antenati delle moderne anagrafi. Fondò l'Accademia delle Notti vaticane, i cui membri erano sia autorità ecclesiastiche sia laici, che si riunivano per discutere della riforma dei costumi in un'ottica cristiana. Le riforme da lui promosse nell'arcidiocesi di Milano vennero raccolte nei cosiddetti Acta Ecclesiae Mediolanensis.

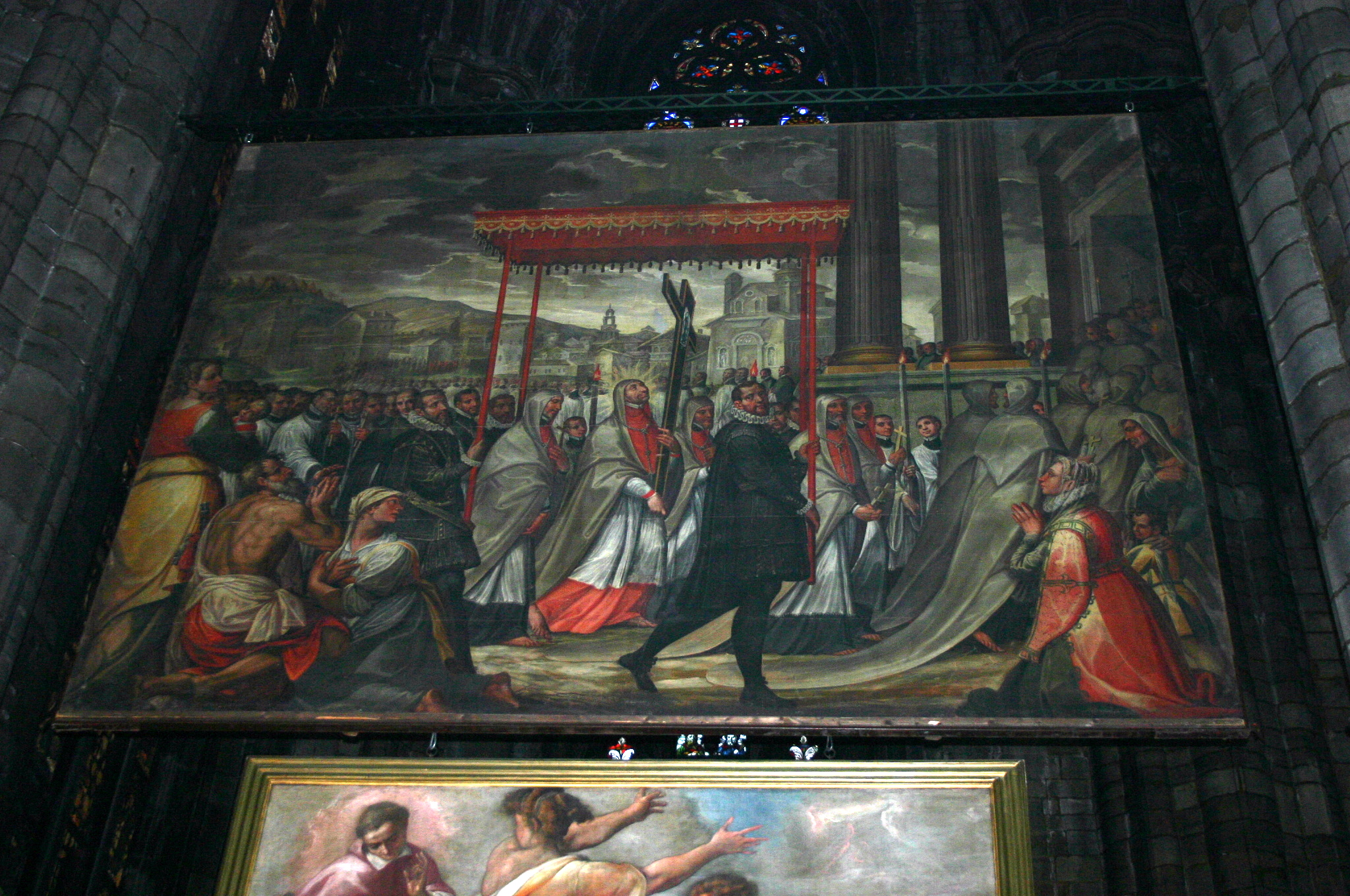
Processione di Carlo Borromeo col Santo Chiodo durante la peste

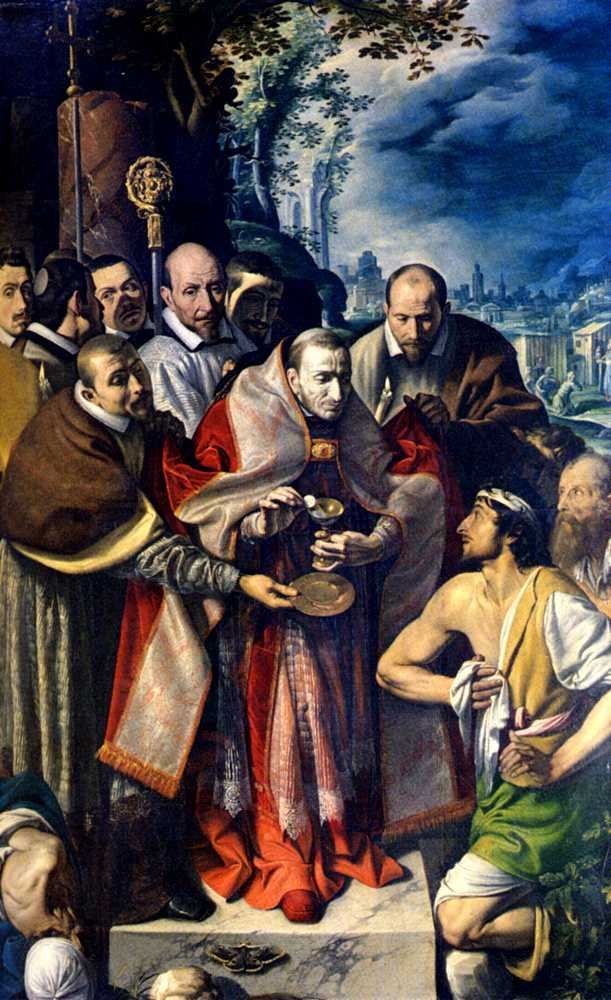
Carlo Borromeo comunica un appestato, dipinto di Tanzio da Varallo

Si impegnò in opere assistenziali in occasione di una durissima carestia nel 1569-70 e, soprattutto nel periodo della terribile peste del 1576-1577, detta anche "peste di San Carlo". Assai noto è l'episodio della processione organizzata dal santo per chiedere l'intercessione affinché il morbo si placasse, fatta a piedi nudi, con in mano la reliquia del santo chiodo inserita in una croce lignea appositamente costruita.
Papa Gregorio XIII gli garantì i permessi necessari per stabilire la congregazione degli oblati di Sant'Ambrogio il 26 aprile 1578 e fu lui a celebrare la prima comunione di Luigi Gonzaga, futuro santo gesuita, il 22 luglio 1580.
Durante gli anni della sua reggenza della cattedra episcopale milanese, molti inglesi cattolici lasciarono la patria d'origine alla volta dell'Italia a causa delle persecuzioni religiose perpetrate dalla regina protestante Elisabetta I. Il Borromeo ricevette proprio in questa occasione i gesuiti Edmund Campion e Ralph Sherwin a Milano nel 1580, ai quali concesse udienza ogni giorno per otto giorni prima della loro partenza alla volta dell'Inghilterra con l'intento di tornare a evangelizzare. Promosse largamente il culto di San John Fisher il quale, assieme a san Tommaso Moro, era stato uno dei martiri per la fede cattolica sotto il regno di Enrico VIII.
Attuando nella diocesi di Milano la riforma tridentina, si scontrò con le resistenze dei governatori spagnoli, del senato e dei nobili.
Diversi storici, tra i quali Marco Formentini danno un giudizio fortemente negativo sull'operato di Carlo Borromeo. Il Formentini nella sua opera La dominazione spagnuola in Lombardia sostiene la tesi secondo la quale la decadenza economica di Milano e della Lombardia siano state acuite dall'attuazione, da parte di Carlo (in contrasto con le autorità municipali, ma spesso con il beneplacito delle autorità spagnole), di un programma politico di ispirazione gesuitica, avente il fine di attuare la Controriforma sino alle sue estreme conseguenze. Milano avrebbe quindi rappresentato un esperimento sociale, nel quale, con misure sempre più restrittive, il campo dell'iniziativa economica e individuale diveniva sempre più angusto e malagevole.

### La soppressione degli Umiliati
Per ordine di Pio V procedette alla riforma del potente ordine religioso degli Umiliati le cui idee si erano distanziate dalla Chiesa cattolica approssimandosi verso posizioni protestanti e calviniste. Quattro membri di quest'ordine attentarono alla sua vita. Uno di loro, il diacono Gerolamo Donati, detto il Farina (originario di Astano e prevosto degli umiliati di Como), con la promessa di ricevere 40 scudi d'oro, gli sparò un colpo di archibugio nella schiena il 22 ottobre 1569, mentre Carlo Borromeo era inginocchiato a pregare nella cappella dell'arcivescovado. Il colpo lo ferì solo leggermente e in ciò si vide un evento miracoloso. Nella causa di canonizzazione del Borromeo si cita: «E circa mezz'ora di notte (verso le 22) va il manigoldo nell'Arcivescovado, e ritrovando il Cardinale inginocchiato nell'oratorio con la sua famiglia in oratione, secondo il suo solito, gli sparò nella schiena un archibuggio carico di palla e di quadretti, i quali perdendo la forza nel toccar le vesti non fecero a lui offesa veruna, eccetto che la palla, che colpì nel mezzo della schiena: vi lasciò un segno con alquanto tumore (gonfiore)». Il momento cruciale dell'attentato è stato immortalato in un'opera del Fiammingo.
Carlo non avrebbe voluto che i suoi attentatori fossero perseguiti, ma le autorità civili e un inquisitore inviato a Milano da papa Pio V procedettero secondo le leggi civili ed ecclesiastiche. Quattro responsabili dell'attentato alla sua vita furono arrestati e giustiziati nell'odierna piazza dei Mercanti il 2 agosto 1570 secondo le leggi in vigore e il Donati sepolto in San Giovanni Decollato alle Case Rotte. L'ordine degli Umiliati fu soppresso e i beni furono devoluti ad altri ordini; in particolare, i possedimenti a Brera furono assegnati ai Gesuiti e furono finanziate opere religiose come le costruzioni del collegio Elvetico e della chiesa di San Fedele.

### Inquisizione e persecuzione dei protestanti svizzeri
Nonostante le Diete di Ilanz del 1524 e del 1526 avessero proclamato la libertà di culto nella Repubblica delle Tre Leghe in Svizzera, egli combatté il protestantesimo nelle valli svizzere, imponendo rigidamente i dettami del Concilio di Trento. Nella sua visita pastorale in Val Mesolcina fece arrestare per stregoneria oltre 150 persone. Dopo le torture quasi tutti abbandonarono la fede protestante, salvandosi così la vita; dodici donne e il prevosto furono invece condannati al rogo nel quale furono gettati a testa in giù.
Con l'intento di rispondere alle sempre crescenti pressioni della riforma protestante, il Borromeo incoraggiò Ludwig Pfyffer nello sviluppo della sua Lega d'Oro (Goldener Bund, definita anche Lega Borromeiana), ma non ne vide la formazione che ebbe luogo ufficialmente nel 1586. Con base a Lucerna, essa si impegnava a giudicare e a espellere gli eretici, ma creò non pochi problemi all'amministrazione civile della Confederazione, in particolare nell'Appenzello.

### La morte, la canonizzazione e la venerazione

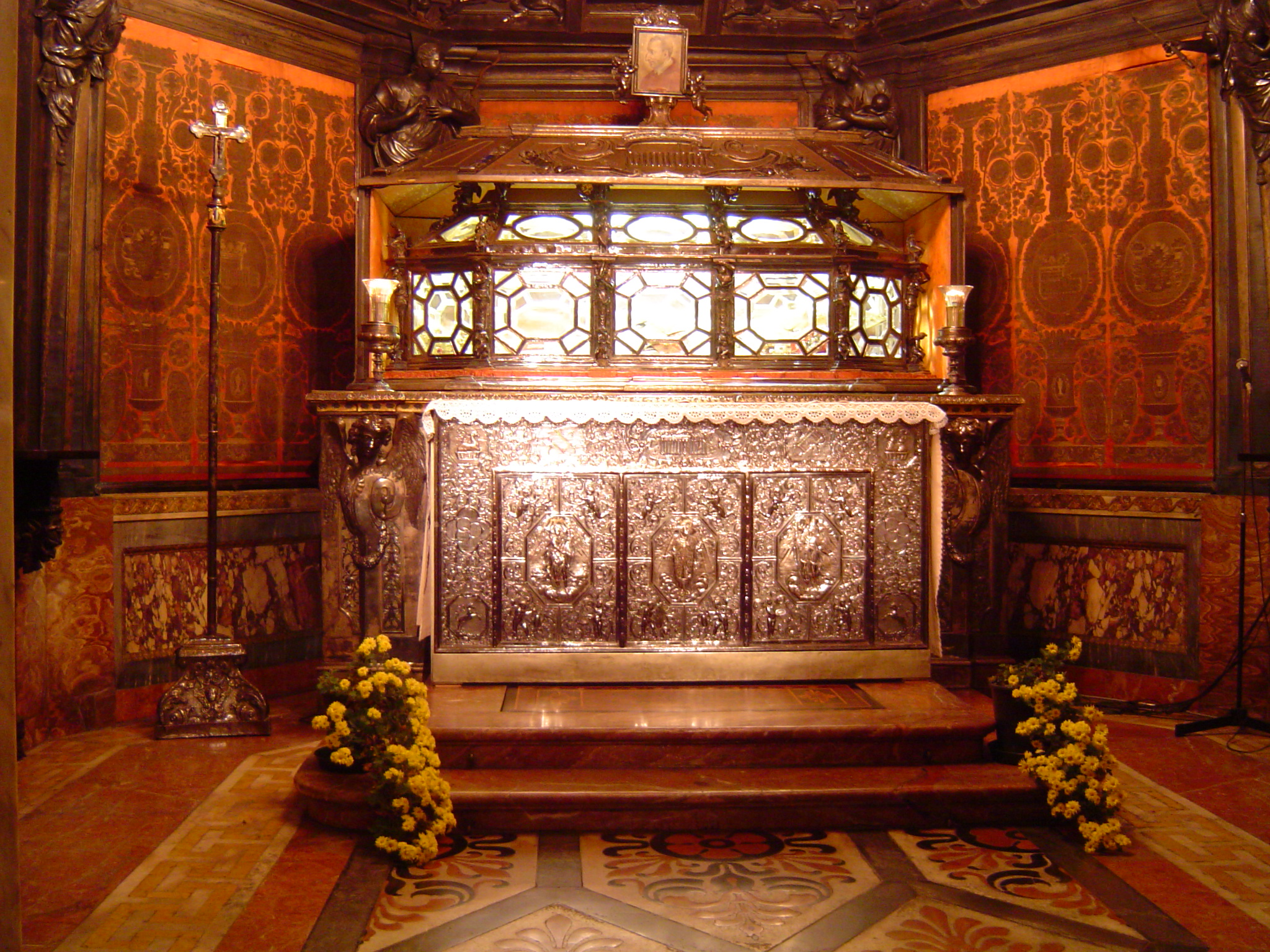
Lo "Scurolo di San Carlo" sotto l'altare del duomo di Milano, che dal XVII secolo accoglie le spoglie del santo arcivescovo milanese

Scampato alla peste, fu comunque indebolito in salute negli ultimi suoi anni e rimase in cura costante del suo medico personale Bartolomeo Assandri. Il 2 novembre 1584, l'arcivescovo Borromeo, febbricitante e di ritorno da una visita pastorale sul Lago Maggiore, tornò a Milano scendendo il Naviglio Grande, a bordo del famoso Barchett di Boffalora. Sostò quindi a Cassinetta di Lugagnano (dove una statua lo ricorda) e a Corsico, per riprendersi dalla febbre alta, in località Guardia di Sotto e qui venne eretta un'edicola in ricordo. Proseguì quindi il viaggio verso Milano, su una lettiga. Nonostante il trasporto in barella, la febbre, sempre più alta, lo spense per sempre, all'età di soli 46 anni, la sera del 3 novembre 1584 a Milano: gli era accanto il suo collaboratore, il vescovo gallese Owen Lewis. Essendo spirato dopo il tramonto (precisamente alle 20.30), secondo l'uso del tempo venne considerato il giorno 4 come sua ricorrenza.

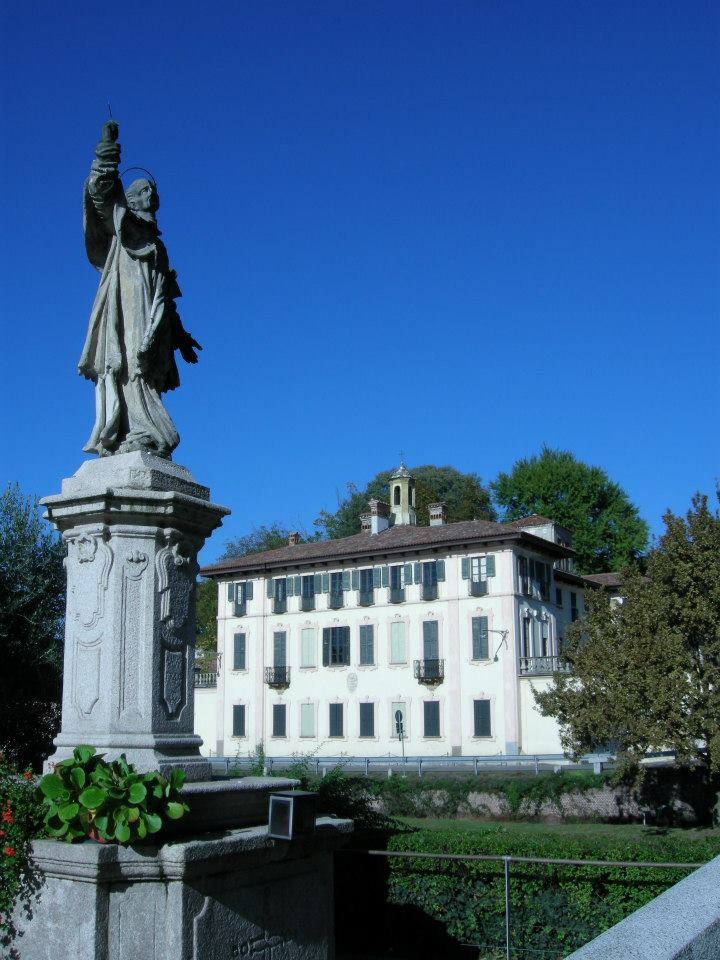
Cassinetta di Lugagnano, il ponte sul Naviglio Grande, affiancato dalla statua di san Carlo Borromeo eretta per commemorare il luogo ove stazionò nell'ultimo suo viaggio verso Milano dove sarebbe morto il giorno successivo

Il 7 novembre successivo, il cardinale Nicolò Sfondrati, vescovo di Cremona, poi papa col nome di Gregorio XIV, celebrò la prima messa in suffragio dell'anima del defunto arcivescovo; l'orazione funebre In morte e sopra il corpo dell'Illustrissimo Carlo Borromeo, cardinale di santa Prassede et arcivescovo di Milano venne tenuta da Francesco Panigarola, futuro vescovo di Asti. Lo stesso pontefice in carica espresse la sua profonda tristezza per la perdita del devoto prelato nel concistoro del 14 novembre del 1584. Il cardinale Valerio da Verona scrisse di lui che il Borromeo «fu un esempio di virtù, un esempio per i suoi fratelli cardinali di vera e autentica nobiltà». Il cardinale Cesare Baronio lo definì «un secondo Ambrogio, la cui morte prematura, lamentata da tutti gli uomini di buon comando, ha inflitto una grave perdita alla Chiesa».
Nel suo testamento, Carlo Borromeo nominò suo erede universale l'Ospedale Maggiore di Milano. Dopo la sua morte, il suo corpo venne deposto nella cripta del duomo di Milano dove ancora oggi si trova, mentre il suo cuore venne simbolicamente conservato nella basilica dei santi Ambrogio e Carlo al Corso a Roma, dietro l'altare maggiore.
Nonostante si ritenga che Carlo Borromeo sia stato beatificato il 16 settembre 1602 da papa Clemente VIII, non vi fu in realtà alcuna beatificazione, anche se da quell'anno venne usato per riferirsi a lui il termine beato. Fu canonizzato il 1º novembre 1610 da Paolo V (Camillo Borghese); la ricorrenza cade il 4 novembre. Assieme ad Anselmo di Lucca è uno dei due cardinali nipoti a essere stato canonizzato.

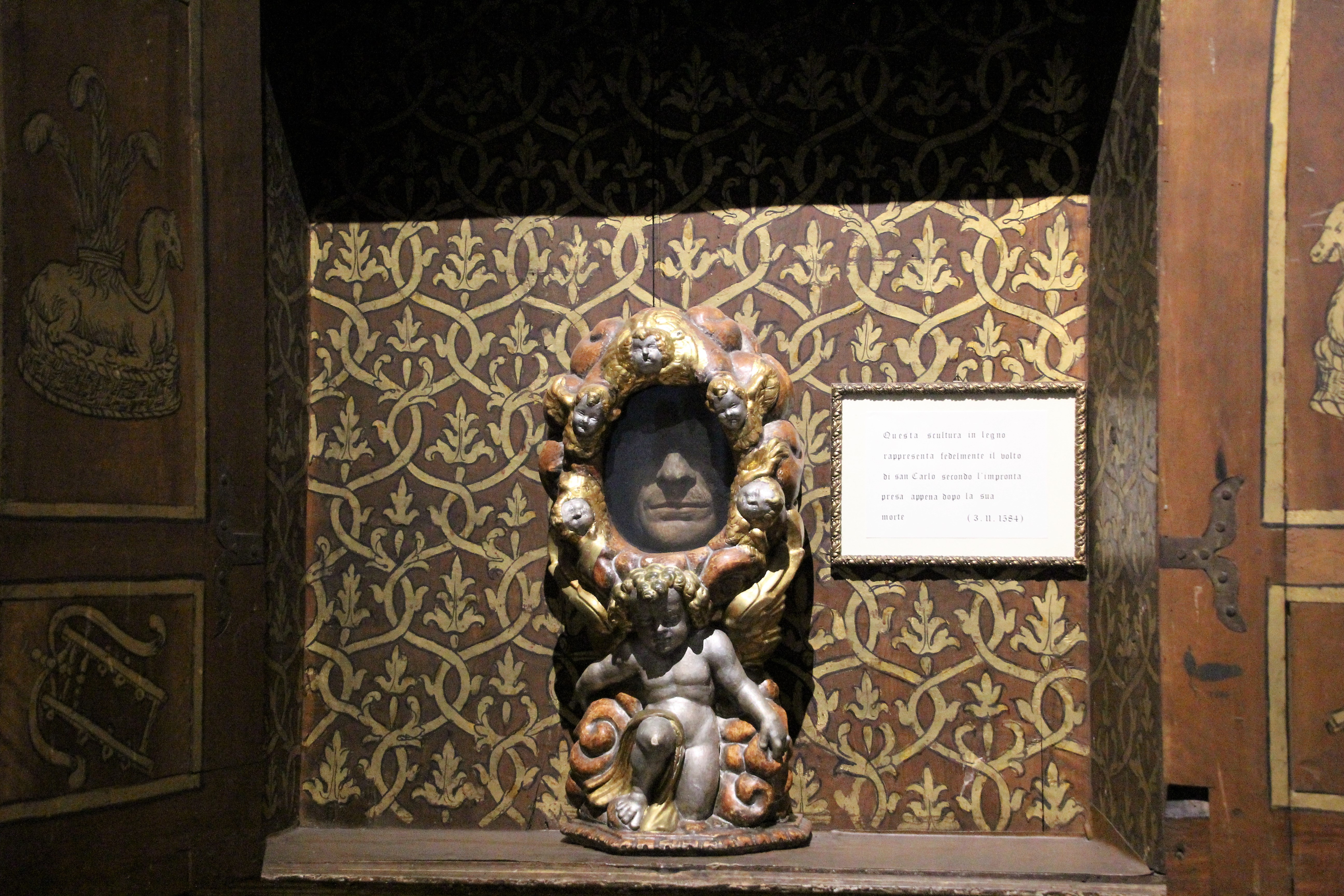
Scultura lignea del volto di san Carlo, copia dell'impronta presa subito dopo la sua morte

Il motto Humilitas (scritto humylitas) coronato, simbolo di san Carlo Borromeo, della sua famiglia e degli enti e istituzioni collegati alla sua persona

Nel terzo centenario della canonizzazione, il 26 maggio 1910 papa Pio X scrisse l'enciclica Editae Saepe in cui celebrò la memoria e l'opera apostolica e dottrinale di Carlo Borromeo. È considerato patrono dei seminaristi, dei direttori spirituali e dei capi spirituali, protettore dei frutteti di mele; si invoca contro le ulcere, i disordini intestinali, le malattie dello stomaco; è patrono della Lombardia, del Canton Ticino, di Monterey in California, di Salò, di Portomaggiore (Ferrara), di Rocca di Papa (Roma), di Casalmaggiore (Cremona), Nizza Monferrato (Piemonte), di Castelgerundo (Lodi), Acquarica del Capo (Lecce), di São Carlos (Brasile) e compatrono di Francavilla Fontana in Puglia e di Forenza in Basilicata.
Tra le chiese più famose dedicate a san Carlo Borromeo citiamo la romana San Carlo alle Quattro Fontane, eseguita su disegno di Francesco Borromini, la chiesa di San Carlo al Lazzaretto di Milano progettata da Pellegrino Tibaldi e la Karlskirche di Vienna, progettata da Johann Bernhard Fischer von Erlach.
San Carlo è spesso raffigurato con degli emblemi caratteristici come il suo motto personale Humilitas (umiltà) e spesso è raffigurato con gli abiti cardinalizi, benedicente o nell'atto di comunicare gli appestati. Tra le caratteristiche fisiche che lo rendono inconfondibile nei ritratti anche d'epoca ritroviamo un naso molto pronunciato. Tra le opere pittoriche di maggior pregio che raffigurano il Borromeo, ricordiamo la serie dei Quadroni di San Carlo, esposti ogni anno da novembre a dicembre nel duomo di Milano, grandi tele a firma di alcuni tra i più famosi artisti del primo barocco lombardo milanese tra cui il Cerano, il Morazzone e Giulio Cesare Procaccini.
La sua figura è presente in tutto il mondo cattolico, ma ha avuto particolare fortuna soprattutto oltreoceano, tanto che i sincretismi afroamericani lo hanno identificato con alcuni loa del vudu: Carlo Borromeo è infatti Ogun Balindjo e Azaca ad Haiti, e soprattutto Candelo Cedifé a Santo Domingo e a Porto Rico.

## Carlo Borromeo e le donne
Nell'esercizio della sua attività pastorale Carlo incontrò molte donne, tuttavia trattò sempre con esse con molta prudenza, sia per evitare insinuazioni, sia perché intendeva mantenere il voto di castità, sfuggendo possibili tentazioni. Pertanto, quando era necessario parlare con persone di sesso femminile, Borromeo faceva sempre in modo che fossero presenti testimoni, preferibilmente ecclesiastici, e che il colloquio avvenisse, come ricordò il suo segretario Gerolamo Castano «in loco più publico che poteva [...] et non si tratteneva se non quel manco tempo che poteva, trattando se non di quelle cose che erano necessarie».
Nel processo di canonizzazione i contemporanei dettero l'appellativo di 'Castissimo' a Carlo Borromeo per la sua tenacia nella virtù della castità e della verginità consacrata. In gioventù aveva gettato a terra un suo vecchio servitore, reo di avergli fatto accomodare una donna nel suo letto pensando di fargli cosa gradita e non immaginando la reazione del giovane signore.
Carlo Borromeo rimase terribilmente sconvolto anche imbattendosi nell'immagine della "Leobissa", moglie del Barbarossa o imperatrice di Costantinopoli (secondo le diverse leggende), dai Milanesi per scherno effigiata nuda nella pietra e in atto di radersi come usavano le prostitute. Quell'immagine aveva da secoli partecipato, con la sua familiare immobile presenza, a tutto lo scorrere della vita cittadina. Nel vederla incombente a gambe larghe dall'arco di Porta Tosa, il santo si sentì beffato e annichilito: «il Castissimo, in tutta la sua vita non volendo parlar mai con donna alcuna, anche se gli fosse stretta parente» (padre Grattarola).

## Il Sancarlone

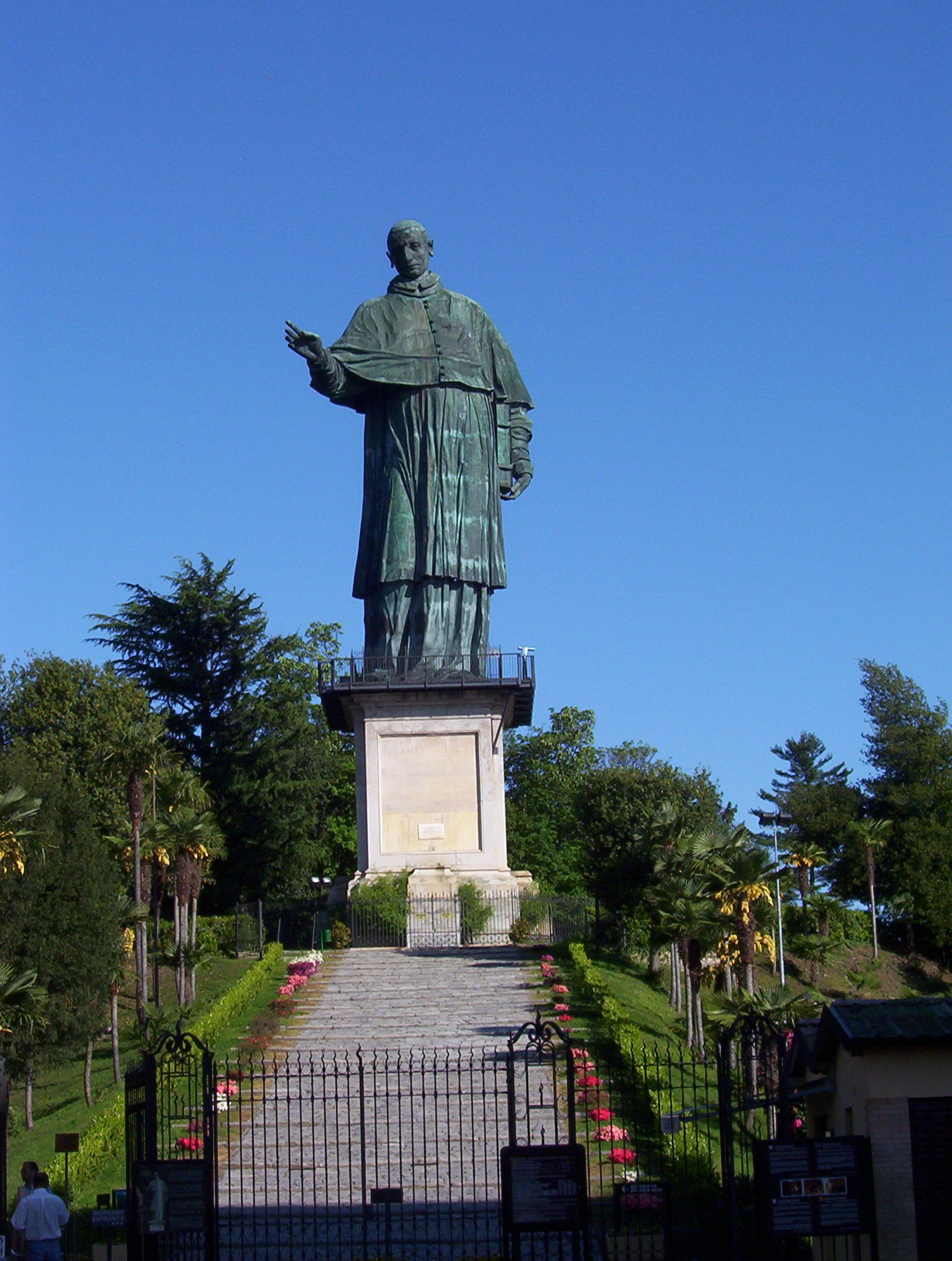
La statua dedicata a san Carlo Borromeo detta il Sancarlone

La figura di san Carlo Borromeo è oggi ricordata con uno straordinario monumento, eretto nel seicento: una gigantesca statua posta ad Arona, sul Lago Maggiore e chiamata popolarmente il Sancarlone per le enormi dimensioni che la contraddistinguono e che la rendono visibile anche a lunga distanza. Nelle intenzioni della città di Arona, essa avrebbe dovuto essere il culmine di un Sacro Monte a lui intitolato, ma mai completato.
La statua, alta 23 metri, in lamina di rame fissata con rivetti, su un'anima in muratura al cui interno è possibile accedere, ha ispirato la tecnica di costruzione della Statua della libertà.

## Genealogia episcopale e successione apostolica
La genealogia episcopale è:
- Arcivescovo Filippo Archinto
- Papa Pio IV

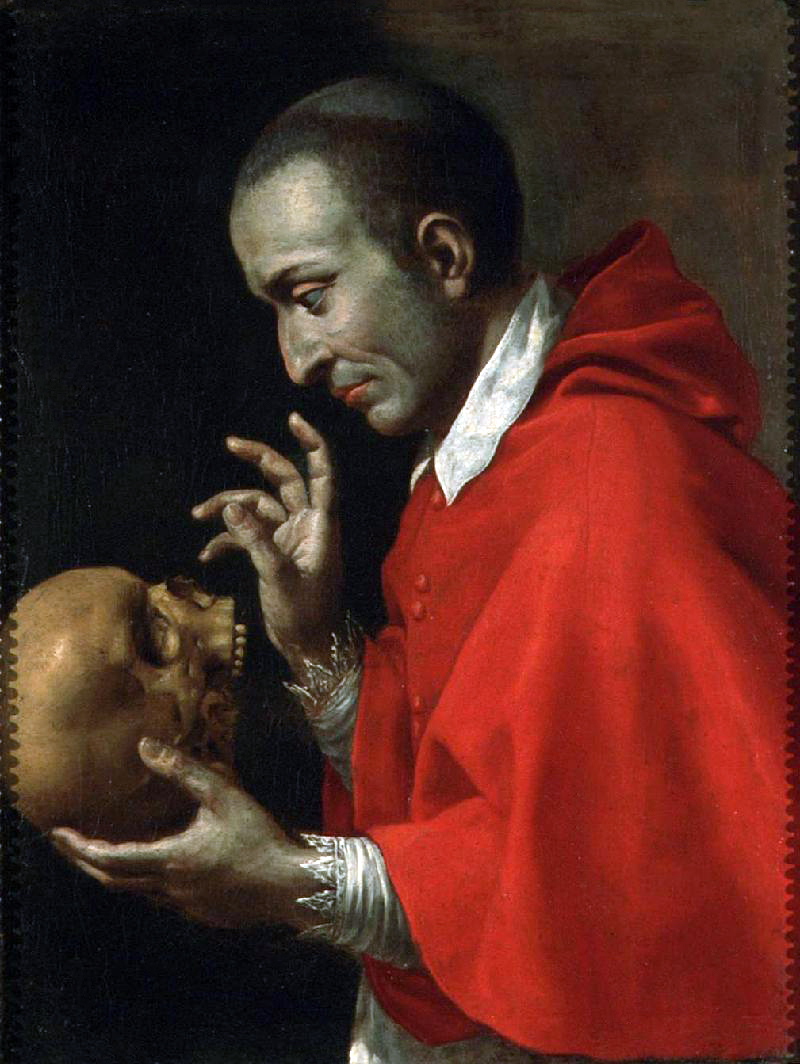
Enea Salmeggia, San Carlo Borromeo in meditazione su un teschio

- Cardinale Giovanni Antonio Serbelloni
- Cardinale Carlo Borromeo

La successione apostolica è:
- Cardinale Niccolò Caetani di Sermoneta (1564)
- Cardinale Gabriele Paleotti (1566)
- Cardinale Marco Sittico Altemps (1564)
- Vescovo Gianfrancesco Sormani (1566)
- Vescovo Camillo Campeggi, O.P. (1568)
- Vescovo Domenico Della Rovere, O.P. (1569)
- Vescovo Alessandro Sauli, B. (1570)
- Vescovo Galeazzo Moroni (1573)
- Vescovo Giovanni Francesco Bonomi (1573)
- Vescovo Giovanni Battista Castelli (1574)
- Vescovo Romolo Archinto (1574)
- Vescovo Paolo Grassi, C.R.L. (1574)
- Vescovo Nicolò Mascardi (1579)
- Vescovo Ludovico Michelio (1584)
- Cardinale Ottavio Paravicini (1584)

## Iconografia

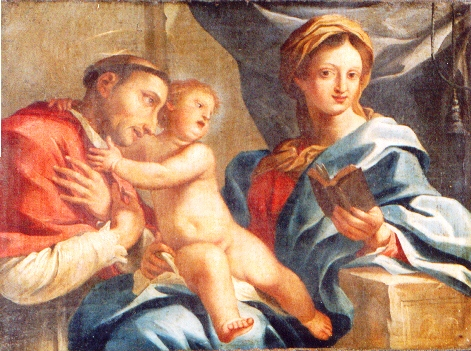
Antonio Concioli (Pergola 1736 - Roma 1820). San Carlo Borromeo col Bambin Gesù e la Beata Vergine.
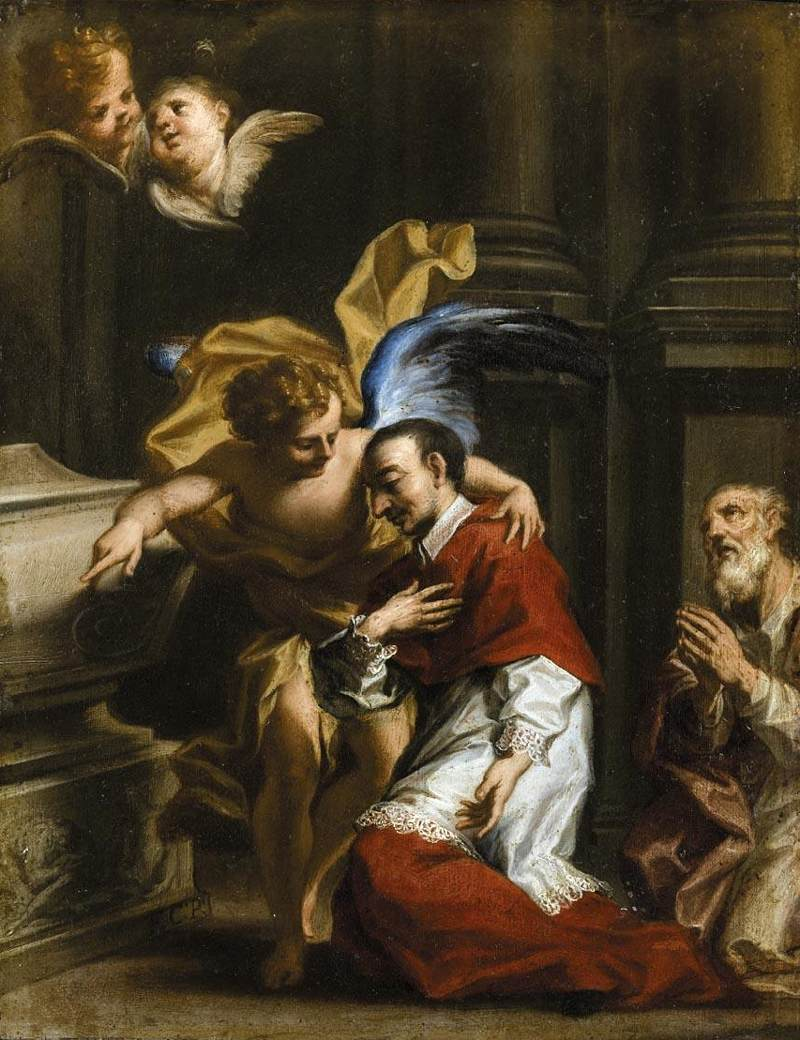
Francesco Caccianica: San Carlo assistito dagli angeli
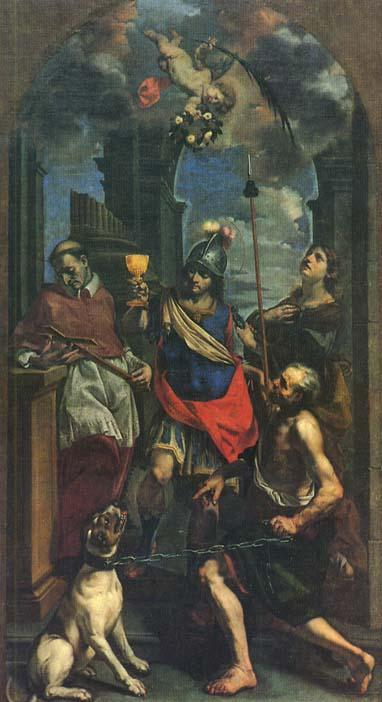
Cristoforo Savolini; San Carlo e due santi
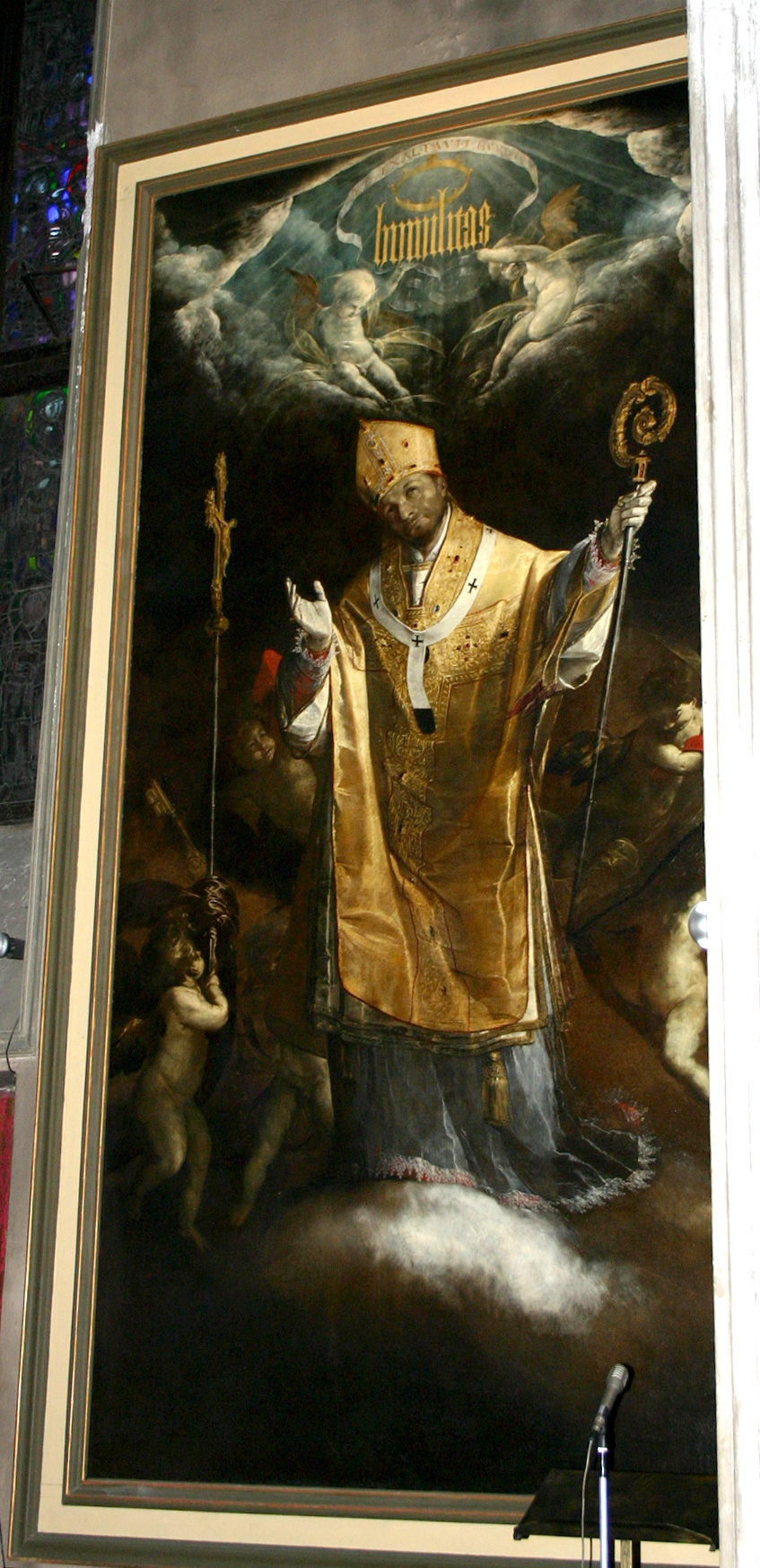
Giovan Battista Crespi, San Carlo come vescovo
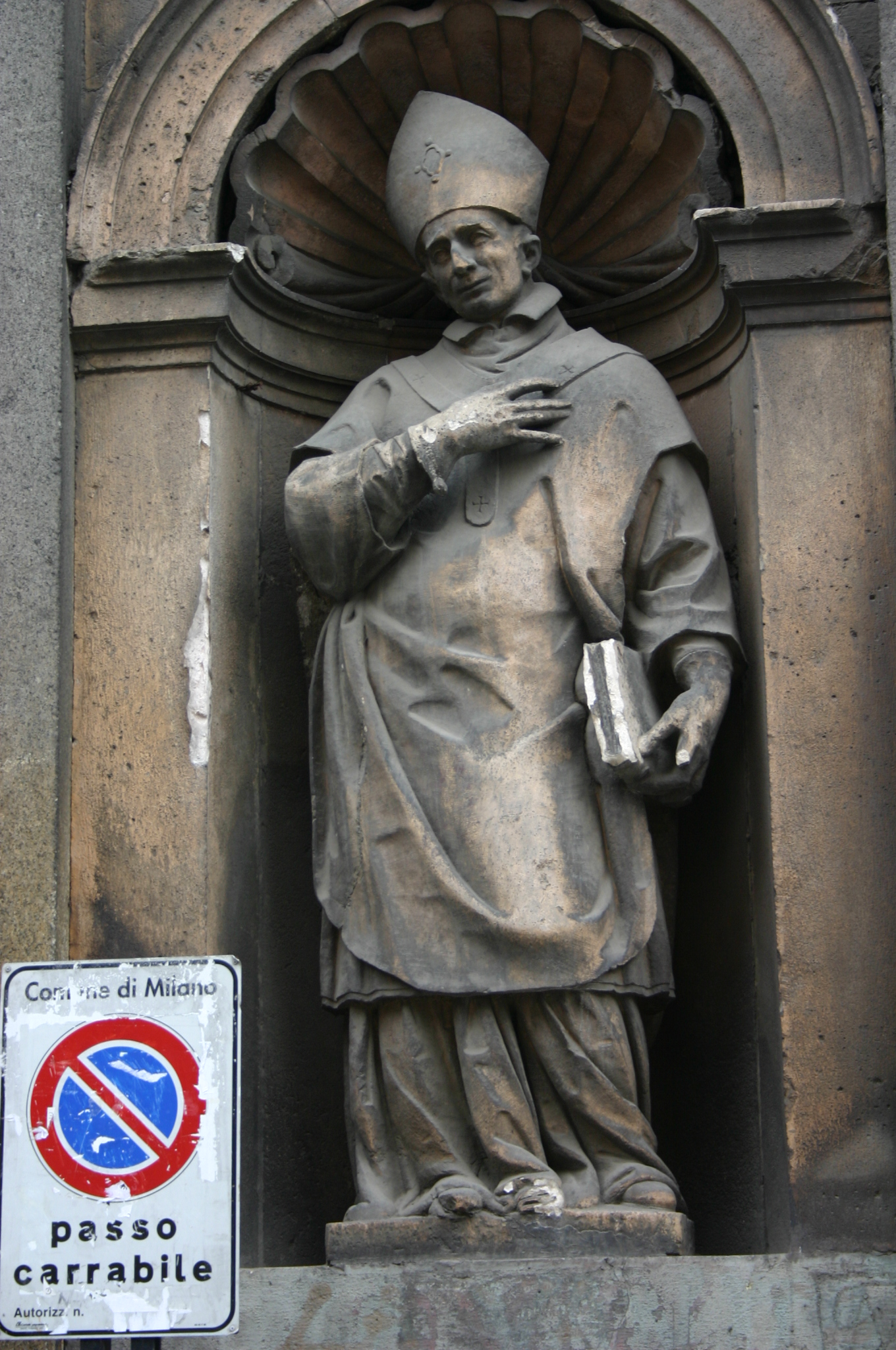
Statua all'ingresso dell'Università Statale di Milano
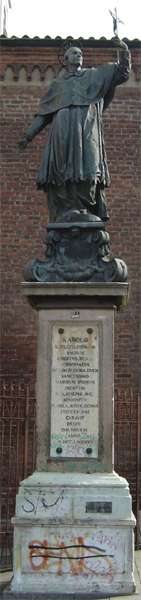
Statua in piazza Borromeo a Milano
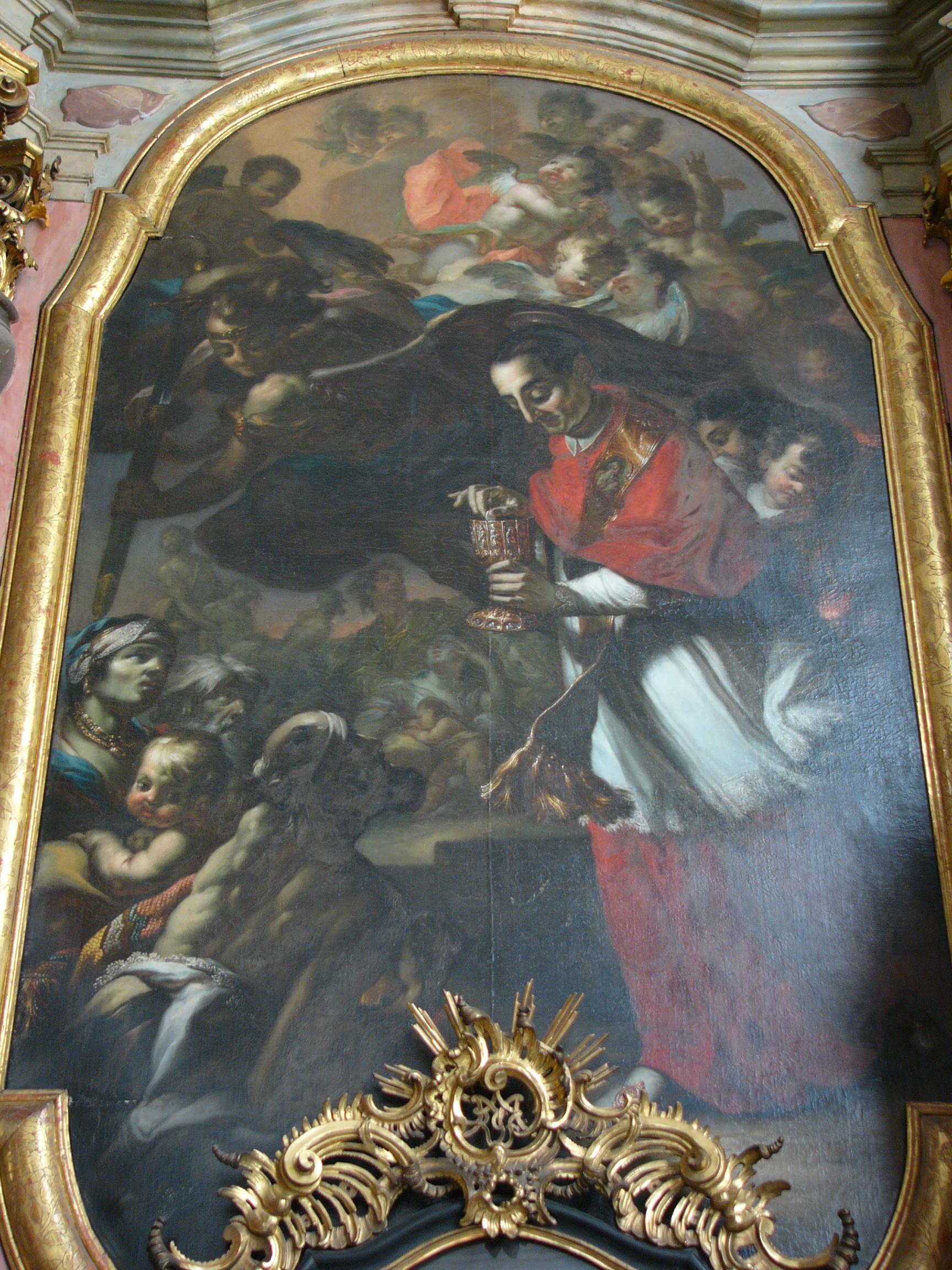
Josef František Wickart, 1721
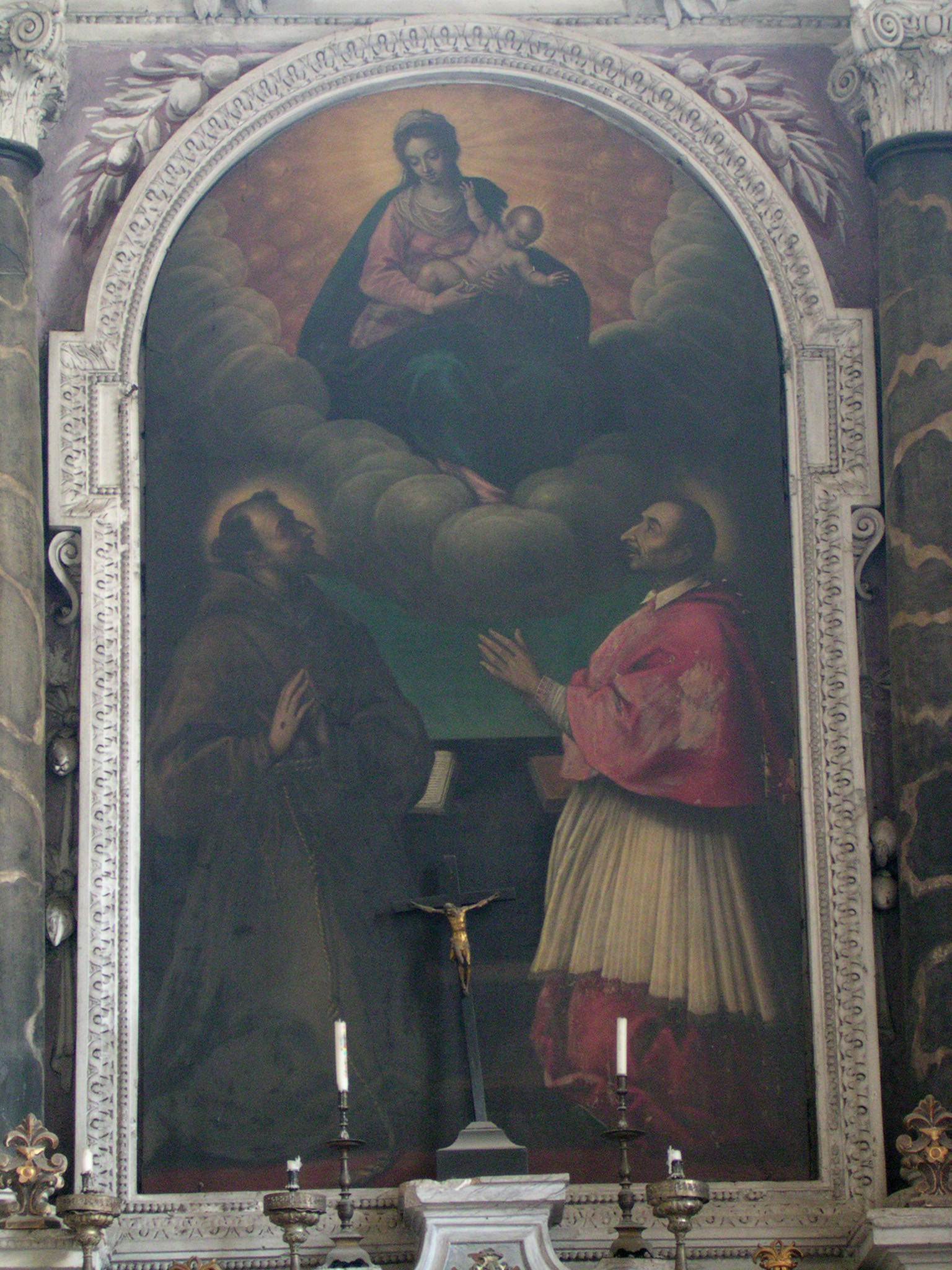
Palazzo Salis a Tirano (XVI-XVII secolo)
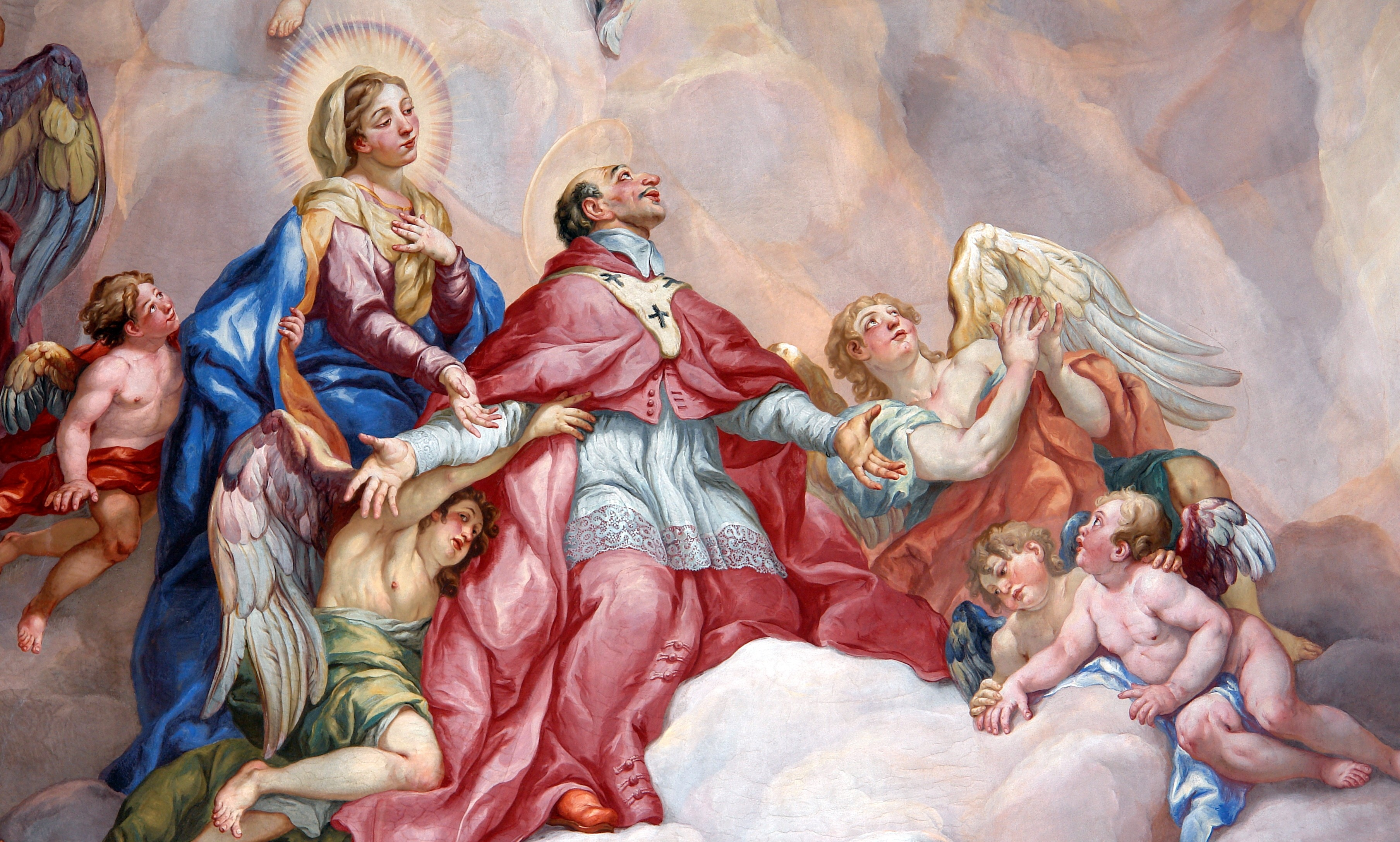
Johann Michael Rottmayr, Intercessione di San Carlo sostenuto dalla Vergine Maria, Karlskirche, Vienna, Austria
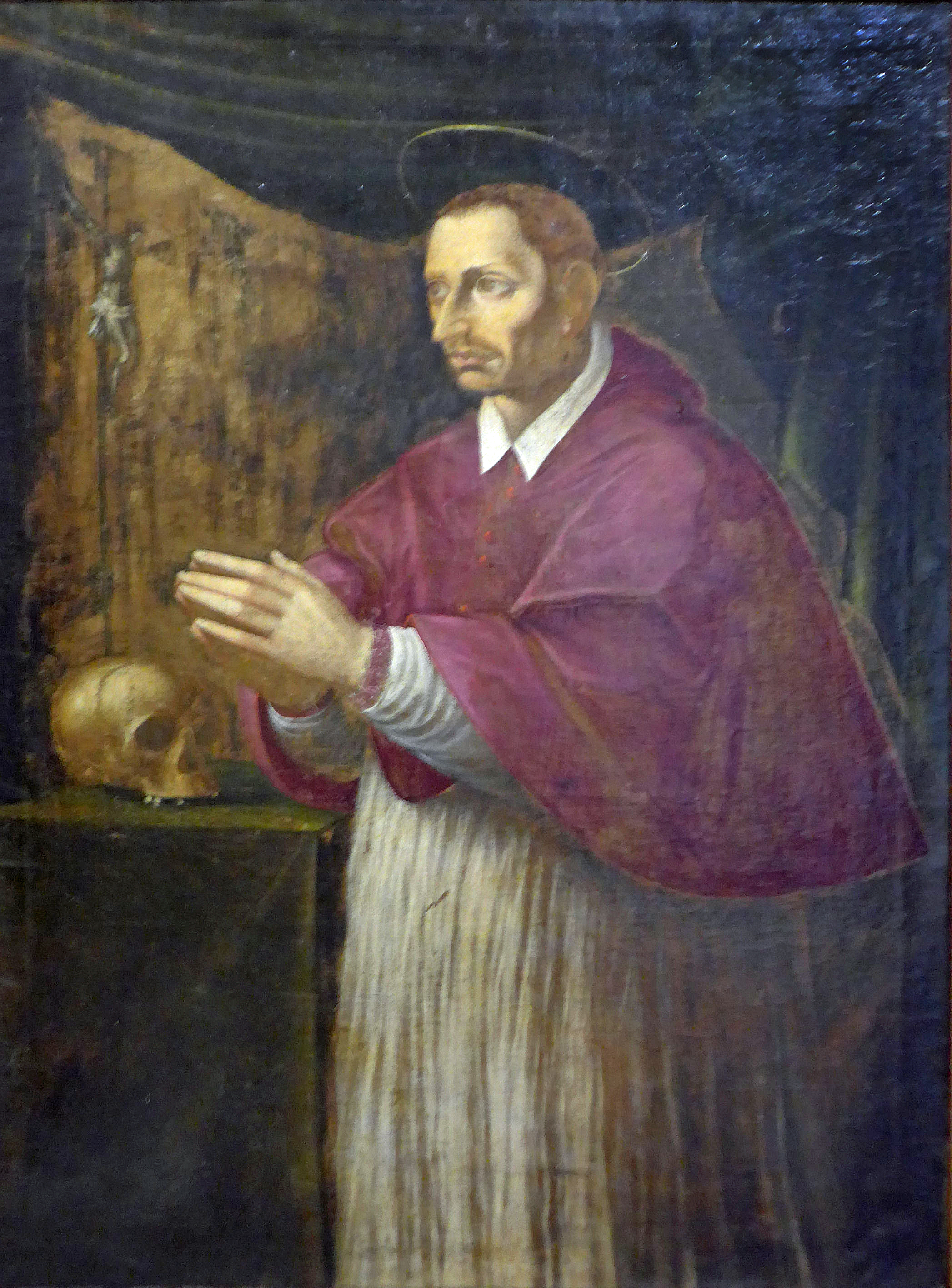
Anonimo XVII secolo, MAST Castel Goffredo

## Ascendenza
|                              |                           |                              | Genitori                   |  |  | Nonni |  |  | Bisnonni           |  |  | Trisnonni         |  |
|                              |                           |                              |                            |  |  |       |  |  | Giberto I Borromeo |  |  | Giovanni Borromeo |  |
|                              |                           |                              |                            |  |  |       |  |  | Giberto I Borromeo |  |  | Giovanni Borromeo |  |
|                              |                           | Maria Cleofe Pio             |                            |  |  |       |  |  | Giberto I Borromeo |  |  |                   |  |
| Federico Borromeo            |                           |                              |                            |  |  |       |  |  | Giberto I Borromeo |  |  |                   |  |
|                              |                           | Margherita di Brandeburgo    | Fritz di Brandeburgo       |  |  |       |  |  |                    |  |  |                   |  |
|                              |                           | Margherita di Brandeburgo    | Fritz di Brandeburgo       |  |  |       |  |  |                    |  |  |                   |  |
|                              |                           | Margherita di Brandeburgo    | …                          |  |  |       |  |  |                    |  |  |                   |  |
| Giberto II Borromeo          |                           | Margherita di Brandeburgo    |                            |  |  |       |  |  |                    |  |  |                   |  |
|                              |                           | Galeazzo Visconti di Somma   | Guido Visconti di Somma    |  |  |       |  |  |                    |  |  |                   |  |
|                              |                           | Galeazzo Visconti di Somma   | Guido Visconti di Somma    |  |  |       |  |  |                    |  |  |                   |  |
|                              |                           | Galeazzo Visconti di Somma   | Leta Manfredi              |  |  |       |  |  |                    |  |  |                   |  |
| Veronica Visconti di Somma   |                           | Galeazzo Visconti di Somma   |                            |  |  |       |  |  |                    |  |  |                   |  |
|                              |                           | Antonia Mauruzzi             | …                          |  |  |       |  |  |                    |  |  |                   |  |
|                              |                           | Antonia Mauruzzi             | …                          |  |  |       |  |  |                    |  |  |                   |  |
|                              |                           | Antonia Mauruzzi             | …                          |  |  |       |  |  |                    |  |  |                   |  |
| San Carlo Borromeo           |                           | Antonia Mauruzzi             |                            |  |  |       |  |  |                    |  |  |                   |  |
|                              | Giacomo Medici di Nosigia | Cristoforo Medici di Nosigia |                            |  |  |       |  |  |                    |  |  |                   |  |
|                              | Giacomo Medici di Nosigia | Cristoforo Medici di Nosigia |                            |  |  |       |  |  |                    |  |  |                   |  |
|                              | Giacomo Medici di Nosigia | …                            |                            |  |  |       |  |  |                    |  |  |                   |  |
| Bernardino Medici di Nosigia | Giacomo Medici di Nosigia |                              |                            |  |  |       |  |  |                    |  |  |                   |  |
|                              |                           | Clara Rajnoldi               | Giovanni Battista Rajnoldi |  |  |       |  |  |                    |  |  |                   |  |
|                              |                           | Clara Rajnoldi               | Giovanni Battista Rajnoldi |  |  |       |  |  |                    |  |  |                   |  |
|                              |                           | Clara Rajnoldi               | …                          |  |  |       |  |  |                    |  |  |                   |  |
| Margherita Medici di Nosigia |                           | Clara Rajnoldi               |                            |  |  |       |  |  |                    |  |  |                   |  |
|                              |                           | Giovanni Gabriele Serbelloni | Giovanni Pietro Serbelloni |  |  |       |  |  |                    |  |  |                   |  |
|                              |                           | Giovanni Gabriele Serbelloni | Giovanni Pietro Serbelloni |  |  |       |  |  |                    |  |  |                   |  |
|                              |                           | Giovanni Gabriele Serbelloni | Elisabetta Rajnoldi        |  |  |       |  |  |                    |  |  |                   |  |
| Cecilia Serbelloni           |                           | Giovanni Gabriele Serbelloni |                            |  |  |       |  |  |                    |  |  |                   |  |
|                              |                           | Caterina Bellingeri          | …                          |  |  |       |  |  |                    |  |  |                   |  |
|                              |                           | Caterina Bellingeri          | …                          |  |  |       |  |  |                    |  |  |                   |  |
|                              |                           | Caterina Bellingeri          | …                          |  |  |       |  |  |                    |  |  |                   |  |
|                              |                           | Caterina Bellingeri          |                            |  |  |       |  |  |                    |  |  |                   |  |